# 伊泽德县 (阿肯色州)
伊泽德县（英語：Izard County）是位于美国阿肯色州北部的一个县，面积1,513平方公里，县治墨尔本。根据2000年美国人口普查，共有人口13,249。
伊泽德县成立于1825年10月27日，县名源自1812年战争中的将军和阿肯色领地总督乔治·伊泽德。